# Drag queen story hour

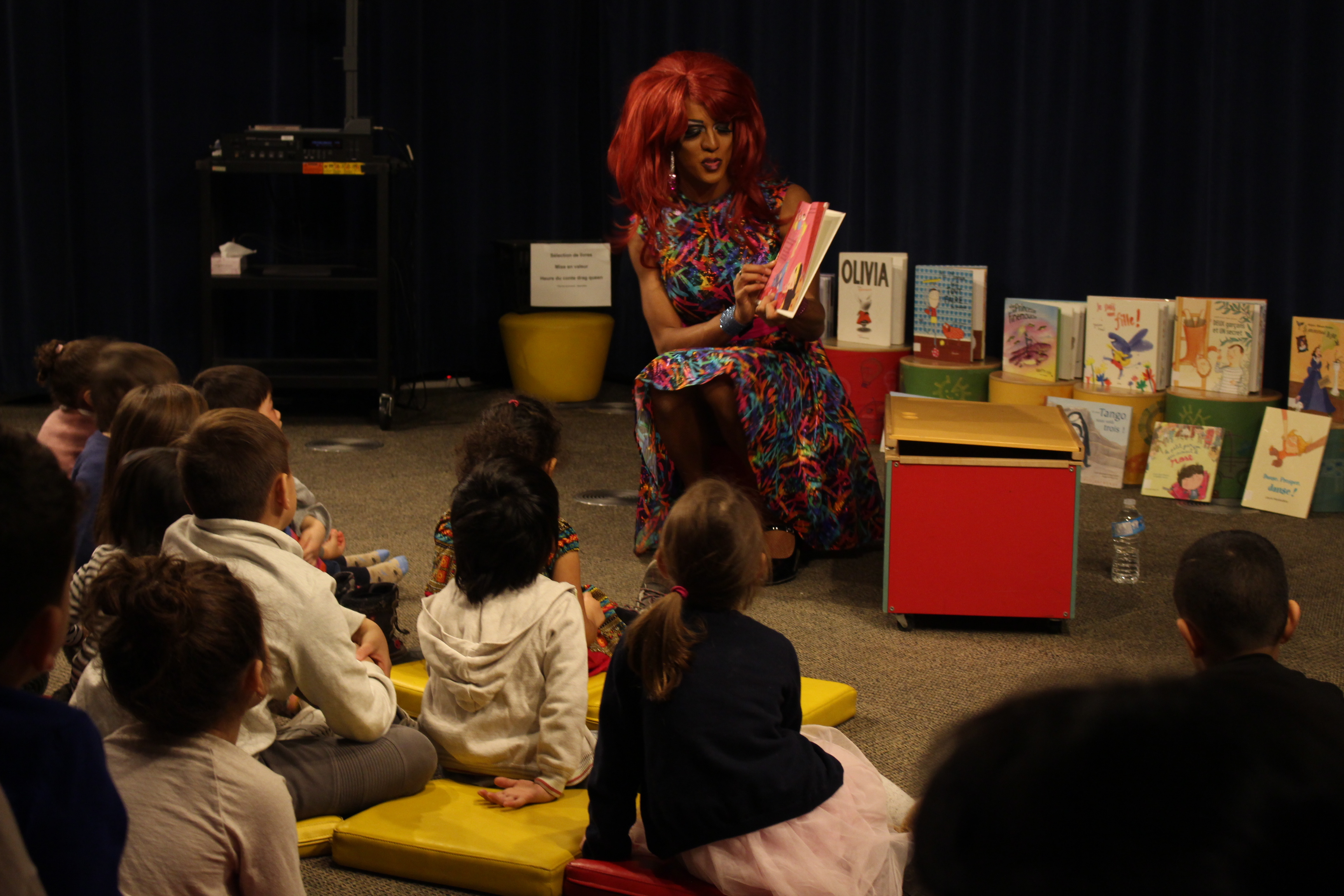
Drag queen storytime med Bardada de Barbades på en i Montréal 2018.

Drag queen story hour (engelska: drag queen story hour, DQSH, eller storytime, alternativt drag story hour eller drag storytime) är en typ av föreställning där dragartister håller i en sagostund för barn. 

## Bakgrund
Formatet drag queen story hour skapades av författaren Michelle Tea i San Francisco 2015. Syftet var att inspirera till läsning och en positiv syn på mångfald, sig själv och andra. Året därpå spreds rörelsen till New York av Rachel Aimee och två år senare, 2018, förekom sagostunder med dragqueens runtom i USA.
Evenemangen, som vanligtvis är anpassade för barn i åldrarna 3–11 år, arrangeras av dragqueens som läser barnböcker och deltar i andra lärandeaktiviteter på folkbibliotek. DQSH-konceptet ses som okonventionellt eftersom biblioteken vanligtvis är mer reserverade, och dragqueens traditionellt förknippas med barer och nattliv.
Jonathan Hamilt, som var med och grundade New York-avdelningen som en ideell organisation, sade att från och med juni 2019 har DQSH 35 amerikanska och fem internationella avdelningar. Programmet strävar efter att ”ingjuta barndomens fantasi och lek med genusfluiditet och ger barn glamorösa, positiva och ogenerat queera förebilder”.
Under 2017 och 2018 lät organisationen en dömd sexualförbrytare uppträda i Houston Public Library. Biblioteket hade inte gjort den bakgrundskontroll av berättare som annars görs. Biblioteket bad om ursäkt och insåg sin brist i att inte korrekt granska den aktuella artisten. Böckerna som läses är bland annat barnklassiker och verk med HBT-karaktärer och frågor. En populär bok på DQSH är This Day in June, skriven av Gayle Pitman och illustrerad av Kristyna Litten, som introducerar läsaren till idén om en prideparad. Pitman skrev också Sewing the Rainbow,  regnbågsflaggans skapare Gilbert Baker. Hon är också på fakulteten vid Sacramento City College som undervisar i psykologi och kvinnor och genusvetenskap. Hon tycker att det är viktigt att lära hbtq-barn, och även barn i hbtq-familjer, om ämnen utanför de två troper hon har sett: homosexuella och lesbiska föräldrar; och barn som inte överensstämmer med kön, som i 10,000 Dresses. Pitman anser att barn är smartare än vad de anses vara, och kan förstå komplexa frågor som intersexkroppar, om förklaringen är förenklad.
I mars 2020 hörde DQSH till de evenemang som fått skjutas upp på grund av covid-19-pandemin. Nina West och andra dragqueens började strömma uppläsningar.

## Mottagande
DQSH-evenemang har mött motstånd mot dragqueens och böckerna som läses. I en artikel i First Things i maj 2019 och en efterföljande debatt med David A. French, hävdade Sohrab Ahmari att dragqueensagoläsning var en utmaning för förespråkare av ”konservativ liberalism” som betonade personlig autonomi och motsatte sig ”användningen av den offentliga makten för att påverka det gemensamma bästa, inklusive inom området för allmän moral”. Steven Greenhut svarade i en ledare för Whittier Daily News att, även om han uppfattade berättelsetimmarna som ”bisarra och agendastyrda”, skulle ett förbud mot dem vara ett övergrepp på den offentliga makten och ett försök att lagstifta om moral. I augusti 2019 gjorde LifeSiteNews och Personhood Alliance, båda antiabortgrupper, en hemställan till American Library Association (ALA) att sluta marknadsföra berättelsetimmarna; den samlade nästan 100 000 underskrifter. ALA svarade med att bekräfta sitt stöd för DQSH-evenemang och förklarade att de ”starkt motsätter sig alla försök att begränsa tillgången till information, idéer och program som kunder vill utforska” och ”inkluderar ett åtagande att bekämpa marginalisering och underrepresentation inom de samhällen som betjänas av biblioteken genom ökad förståelse för effekterna av historiskt utanförskap.”
Enligt den progressiva nyhetswebbplatsen ThinkProgress, ”har det varit en vanlig taktik bland extremhögern att störa DQSH”. I juni 2019 rapporterade Southern Poverty Law Center (SPLC) att ”den vita nationalisten och tidigare amerikanska kongresskandidaten Paul Nehlen tillkännagav den 19 juni en plan som han kallade ’PROJECT DOX TRANNY STORYTIME’.” Nehlen uppmanade följare att fotografera och anteckna registreringsnummer på DQSH-deltagarnas fordon för doxing, en typ av nätmobbning som innebär att förövarna hittar och sprider identifierandepersonuppgifter. SPLC rapporterade att händelser som DQSH var ”en stark dragningskraft för extremhögerextremister”. I april 2019 klädde sig två medlemmar av den vita nationalistiska gruppen American Identity Movement (tidigare Identity Evropa) till clowner och störde en DSH i New Orleans, Louisiana.

## Drag för barn
Nina West, RuPauls dragrace-tävlande, Miss Congeniality-vinnare och producent av Drag Is Magic, en EP med barnmusik om konstformen, säger att hon hoppas kunna inspirera barnen att ”drömma stort, vara snälla och vara sitt perfekta jag.” West anser att drag är ”en möjlighet för barn att bli kreativa och tänka utanför ramarna som vi fåniga vuxna har skapat åt dem.” Marti Gould Cummings sade något liknande när en video där de framför ”Baby shark” på en dragbrunch blev viral. ”Den som inte tycker att drag är lämpligt för barn har fel”, sa Cummings. ”Drag är att uttrycka sig, och barn är så fördomsfria av sig; de bryr sig knappast om vad man har på sig, bara om ens framträdande.” I maj 2019 hade videon visats över 806 000 gånger.
West svarade kritiker som anser att barn är för unga för att uppleva drag och sa: ”Drag är en möjlighet för vem som helst – däribland och i synnerhet barn – att ompröva de masker vi alla tvingas bära dagligen.” West tillade: ”Barn översvämmas av implicita bilder från media om vad som är ’pojke’ och vad som är ’flicka’. Och jag tror att nästan alla barn verkligen är mindre intresserade av att leka med en leksak som antas vara anpassad till deras kön, och mer intresserade av att leka med leksaker som tilltalar dem.”
The New York Times noterade att ”Laura Edwards-Leeper, en klinisk psykolog i Oregon som arbetar med queer- och transbarn, har sagt att experiment med könsuttryck inte nödvändigtvis är kopplat till att vara queer eller trans” och att det  ”är normalt, i princip för alla åldrar, att pojkar klär ut sig till prinsessor och att flickor har manliga superhjältekläder”. Hon hävdar att det som har förändrats är föräldraskapet: ”När det inte finns någon fördom är det mer sannolikt att barn känner sig fria att utforska”.

## Sverige
I Sverige finns sedan 2017 produktionen Bland drakar och dragqueens, där kända svenska dragartister framför sagostunder och föreställningar för barn och unga. Bland drakar och dragqueens är inte del av det amerikanska konceptet drag story hour, utan är ett egenutvecklat och självständigt svenskt teatersällskap grundat av regissören Petter Wallenberg.
Wallenbergs Bland drakar och dragqueens var en av två mottagare av 2020 års Pelle Svanslös Våga vara snäll-stipendium, och nominerades i kategorin ”Keep up the good work” på QX Gaygalan 2021 och utnämndes till Årets folkbildare 2022 av Stockholms stad.

## Finland
I Finland anordnades drag queen story hour (fi. Drag queen satutuokio) första gången på Helsingfors stadsbibliotek i huvudbiblioteket Ode under Helsingfors Pride 2022. Polis tillkallades till evenemanget då flera demonstranter dök upp för att aggressivt protestera mot sagostunden.